# Elio Di Rupo
Elio Di Rupo (Morlanwelz, Hainaut, Valònia, 18 de juliol de 1951) és un polític socialista való, que el 2011 va esdevenir el primer primer ministre francòfon belga en trenta anys, i el primer primer ministre socialista des de 1974, així com un dels primers líders obertament gai del món. Fou president del Partit Socialista való, burgmestre de Mons des del 2000 fins al 2018 i ministre-president del Govern Való de 1999 a 2000, de 2005 a 2007, i novament des de 2019.

## Biografia
Fill d'emigrants italians, el 1952 es va quedar orfe de pare i la seva mare es va fer càrrec dels set germans. Malgrat el seu origen humil, va poder estudiar i es graduà en químiques i doctorà en ciències a la Universitat de Mons-Hainaut. També ha estat lecture member of staff de la Universitat de Leeds. Alhora, es consciencià políticament i aviat milità en el Valònia. També és un dels polítics de primera fila belgues que ha reconegut obertament la seva homosexualitat.

## Carrera política
Va començar la seva carrera política com a agregat en el gabinet de Jean-Maurice Dehousse (1980-1981). El 1982 va ser elegit regidor de Mons i fou nomenat el 1986 regidor de Salut, Renovació Urbana i Afers Socials. A les eleccions legislatives belgues de 1987 fou elegit diputat pel districte de Mons-Borinage i a les de 1991 fou escollit senador.

### Ministre
Durant el govern de Guy Spitaels a la Comunitat Francesa de Bèlgica, de 1992 a 1994 fou ministre d'Educació, i entre 1993 i 1994 també ministre d'Audiovisuals. En els governs encapçalats per Jean-Luc Dehaene, el 1994, Elio Di Rupo esdevé membre del govern federal: viceprimer ministre i Ministre de Comunicacions i Empreses Públiques. Encara viceprimer ministre, va ser nomenat ministre d'Economia i Telecomunicacions. Després d'una remodelació del gabinet, va rebre més competències en comerç exterior de 1998 a 1999, fins i tot acompanyant el príncep Felip de Bèlgica en les seves missions comercials a l'estranger.
En 1996, després del trasbals provocat pel cas Dutroux, va ser acusat per un jove homosexual, Oliver Trusgnach, d'haver abusat sexualment d'ell quan era menor d'edat. El jutge el va exonerar totalment en demostrar-se que l'acusació era falsa. A causa d'això, va parlar obertament sobre la seva homosexualitat.
Després de les eleccions legislatives belgues de 1999, fou un dels negociadors del govern multicolor que es va formar. Alhora, fou elegit president del PS i vicepresident de la Internacional Socialista.

### Alcalde de Mons
El 2000 fou escollit burgmestre de Mons, capital d'Hainaut, en obtenir el PS el 61,35% dels vots, i va aconseguir mantenir el càrrec durant 18 anys.

### Segon govern de Valònia
L'octubre de 2005 fou nomenat ministre-president de la Regió Valona després de la dimissió de Jean-Claude Van Cauwenberghe per un escàndol de corrupció, implicant a diversos membres del partit de Di Rupo. Di Rupo va continuar com a líder del partit, però, va haver de fer front a l'escàndol de l'ICDI de maig de 2006, que va esquitxar novament el seu partit. Entre 2006 i 2007 Di Rupo intentà sense èxit netejar la imatge de corrupció del seu partit. Aquesta va ser probablement la causa de la pèrdua del primer lloc en la comunitat francesa a les eleccions legislatives belgues de 2007. Di Rupo decidí llavors adoptar una postura més ferma contra la corrupció a Charleroi: pràcticament van prendre el control del Partit Socialista a la ciutat i va ordenar la dimissió tant de l'alcalde com dels regidors socialistes. Després que l'expresident del PS Guy Spitaels el va instar a triar entre la presidència del partit i la de la Regió Valona, Di Rupo va decidir organitzar eleccions internes per a president del partit el juliol de 2007 en lloc de l'octubre, i va anunciar que renunciaria al seu mandat com a ministre-president si era reelegit. L'11 de juliol de 2007 Di Rupo va ser reelegit president del Partit Socialista amb el 89,5% dels vots.
Arran de les eleccions legislatives belgues de 2010, en les quals el PS emergí com el partit való més votat, es van fer especulacions pel que fa a si Di Rupo podria ser el primer ministre en un nou govern. La RTBF es va plantejar la qüestió, però, sobre si la limitada fluïdesa de Di Rupo en neerlandès fóra un obstacle per a aconseguir el càrrec (mesos després de ser elegit primer ministre, gràcies a classes de neerlandés, ja domina l'idioma).
L'11 d'octubre de 2011 es resoldre la crisi constitucional amb la presentació d'un acord entre els partits flamencs Christen-Democratisch en Vlaams (CD&V), Open VLD, sp.a, Groen! i els francòfons Parti Socialiste (PS), Mouvement Réformateur (MR), Centre Demòcrata Humanista (CDH) i Ecolo per a una sisena reforma institucional en la que el districte electoral i judicial de Brussel·les-Halle-Vilvoorde es dividiria, es transferirien competències federals a les comunitats i regions com economia, ocupació i política familiar, i el Senat belga ja no seria elegit directament, sinó que es convertirà en una assemblea de parlaments regionals, amb menys membres.

### Primer ministre
Després d'any i mig sense un govern formal en Bèlgica, amb Yves Leterme actuant en funcions, Elio Di Rupo presentà en octubre una proposició de govern al Rei Albert II entre diverses formacions tant francòfones com neerlandòfones i el 6 de desembre del 2011 Di Rupo és nomenat primer ministre fruit del nou acord entre Parti Socialiste (PS), Christen-Democratisch en Vlaams (CD&V), Mouvement Réformateur (MR), Socialistische Partij Anders (sp.a), Open VLD i Centre Demòcrata Humanista (CDH) per a formar el govern belga.
En juliol de 2012 el districte electoral de Brussel·les-Halle-Vilvoorde es va dividir en un districte electoral per al Brabant Flamenc i un per a Brussel·les-Capital de 19 municipis.